# Schwarzenberg (Roman)
Schwarzenberg ist ein 1984 erstmals erschienener Roman von Stefan Heym.

## Hintergrund
Der Roman stützt sich auf Ereignisse in der Stadt Schwarzenberg/Erzgeb. und der Amtshauptmannschaft Schwarzenberg, die nach Ende des Zweiten Weltkrieges sechs Wochen lang weder von amerikanischen noch von sowjetischen Truppen besetzt wurde (Details siehe hier). Die Bildung eines antifaschistischen Aktionsausschusses (vergleichbar Räten oder Sowjets), der die Region provisorisch leiten sollte, beruht auf Tatsachen. Die Personen in Heyms Roman sind jedoch frei erfunden.

## Aufbau des Romans
Die Erzählperspektive wechselt im Laufe der Geschichte mehrfach. Kadletz, ein fiktives Mitglied des Aktionsausschusses, berichtet als Ich-Erzähler. Zwischengeschaltet sind Passagen eines allwissenden Erzählers sowie „Militärische Zwischenspiele“, in denen, ebenfalls aus der Perspektive des allwissenden Erzählers, über das Verhalten der russischen und amerikanischen Militärregierungen berichtet wird. Während die Erzählungen des „Genossen Kadletz“, wie ihn Heym im Vorwort bezeichnet, stark von Emotionen und persönlichen Meinungen sowie Nebensächlichkeiten geprägt sind, berichtet der allwissende Erzähler neutral.

## Zusammenfassung der Handlung
Neben der Utopie der „Republik Schwarzenberg“ spielen auch persönliche Schicksale in dem vom Krieg zerrütteten Land eine Rolle. Im Vordergrund steht jedoch immer das Bemühen des Aktionsausschusses, die Versorgung mit Alltäglichem in der nun von ihm verwalteten Region zu regeln und später mit den Besatzungsmächten zu beiden Seiten erfolgreiche Verhandlungen zu führen. Auch die Frage, wie mit den bisherigen Inhabern der Macht umzugehen ist, stellt die neuen Amtsinhaber vor einige Probleme.
Die Utopie, die Heym in Schwarzenberg zeichnet, ist sozialistisch geprägt. Die starke Betonung der Basisdemokratie und des aktiven politischen gemeinsamen Wirkens von Menschen und damit ein bewusster Affront gegen den Stalinismus war den Machthabern der DDR jedoch ein Dorn im Auge und den Bürgern der DDR ein Hinweis, für ihre Rechte einzustehen. Damit kann der Roman als ein politischer Kommentar verstanden werden. Der Roman wurde daher in der DDR bis zum Zusammenbruch der SED weder öffentlich zur Kenntnis genommen noch erhielt er eine „Druckgenehmigung“. Erst im Jahre 1990 konnte er erscheinen.

## Erstausgabe
- Stefan Heym: Schwarzenberg, München 1984, in der DDR im Buchverlag Der Morgen, Berlin 1990.

## Film
Der Roman wurde 1988 als Filmadaption für das bundesdeutsche Fernsehen produziert. Regie: Eberhard Itzenplitz, Drehbuch: Claus Hubalek und Ann Ladiges, Darsteller u. a. Claus Dieter Clausnitzer, Max Tidof und Ulrich Pleitgen.